# Alpena County
Alpena County is een county in de Amerikaanse staat Michigan.
De county heeft een landoppervlakte van 1.487 km² en telt 31.314 inwoners (volkstelling 2000). De hoofdplaats is Alpena.

## Bevolkingsontwikkeling

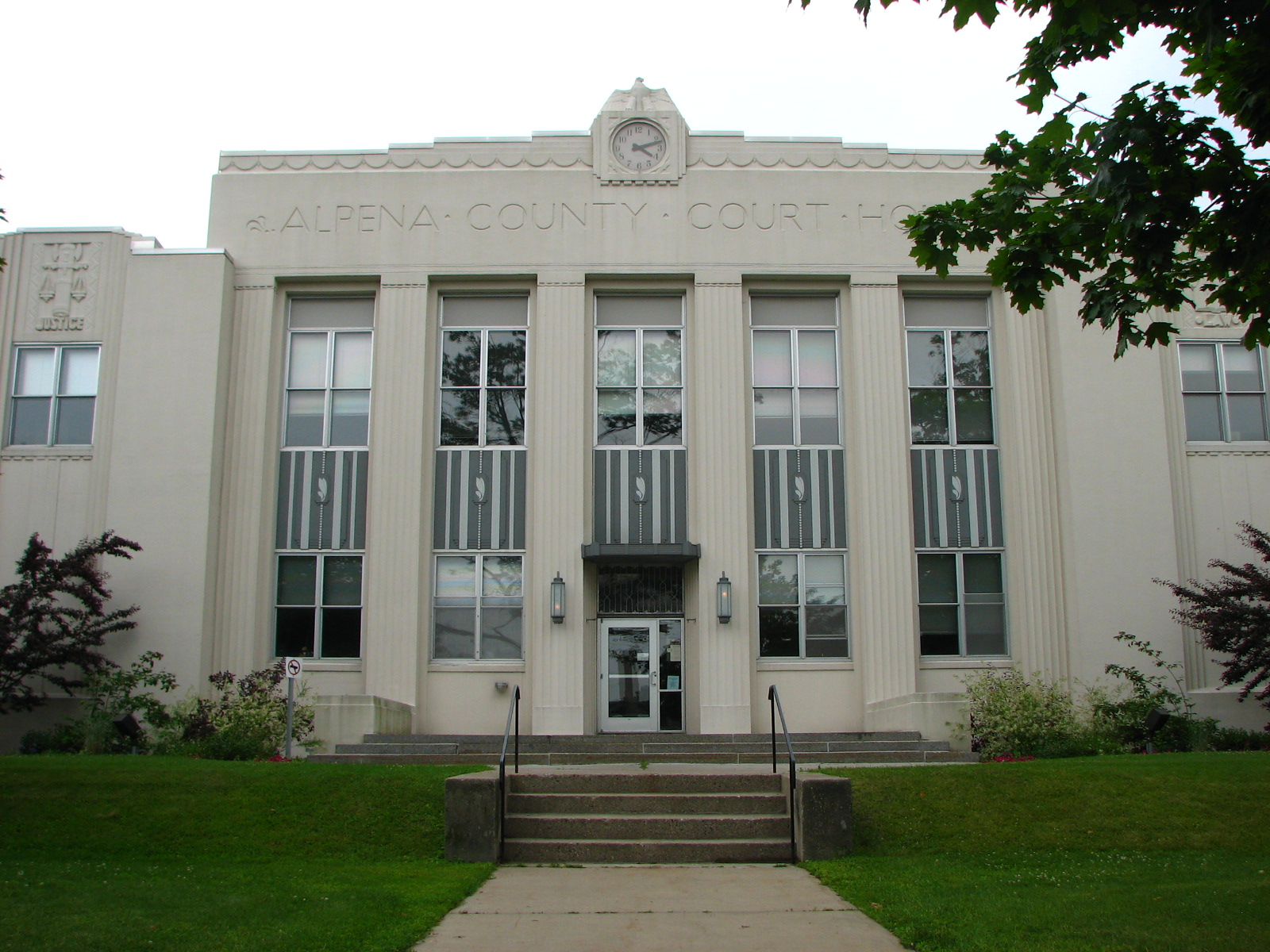
Alpena County Courthouse